# Bärbel Barzel
Bärbel Barzel (* 1959 in Trier) ist eine deutsche Mathematikdidaktikerin und Professorin an der Universität Duisburg-Essen.
Barzel studierte ab 1978 Mathematik, Katholische Theologie und Musik zum Lehramt an der RWTH Aachen und war ab 1989 Referendarin im Studienseminar Düsseldorf. Dann unterrichtete sie 1992/93 an der Gesamtschule Wuppertal-Ronsdorf und 1993–2002 am Marie-Curie-Gymnasium Düsseldorf. 1998 bis 2002 war sie Fachleiterin Mathematik am Studienseminar Düsseldorf, ab 2002 war sie an die Universität Duisburg-Essen abgeordnet, wo sie 2006 promoviert wurde. 2007–2013 lehrte sie als Professorin an der PH Freiburg, seit 2013 ist sie Professorin an der Universität Duisburg-Essen.
Barzel war 2006 bis 2016 tätig im Projekt KoSiMa – Kontexte für sinnstiftendes Mathematiklernen. Sie ist beteiligt am deutschen Teilprojekt Teachers Teaching with Technology und Mitglied im Deutschen Zentrum für Lehrkräftebildung Mathematik (DZLM). Sie gibt das innovative Lehrbuch matheWerkstatt im Cornelsen Verlag heraus (Schulbuch des Jahres 2018).

## Schriften
- Mathematik-Methodik Handbuch für die Sekundarstufe I und II. 11. Auflage. Berlin 2018, ISBN 978-3-589-22378-7.
- Eine Lernwerkstatt zur Untersuchung ganzrationaler Funktionen mit Computeralgebra. Mathematikunterricht zwischen Konstruktion und Instruktion. Hildesheim: Franzbecker, 2009.
- Mathematik unterrichten: planen, durchführen, reflektieren : [mit Kopiervorlagen]. Cornelsen Scriptor, Berlin 2011, ISBN 978-3-589-23151-5.
- Bärbel Barzel, Matthias Glade, Marcel Klinger: Algebra und Funktionen: Fachlich und fachdidaktisch. Springer, 2020, ISBN 978-3-662-61393-1.

## Belege
1. ↑  Madipedia – KoSiMa - Kontexte für sinnstiftendes Mathematiklernen. Abgerufen am 18. November 2022.

| Personendaten    | Personendaten                                         |
| ---------------- | ----------------------------------------------------- |
| NAME             | Barzel, Bärbel                                        |
| KURZBESCHREIBUNG | deutsche Mathematikdidaktikerin und Hochschullehrerin |
| GEBURTSDATUM     | 1959                                                  |
| GEBURTSORT       | Trier                                                 |